# Mesorhaga palaearctica
Mesorhaga palaearctica är en tvåvingeart som beskrevs av Negrobov 1984. Mesorhaga palaearctica ingår i släktet Mesorhaga och familjen styltflugor. Inga underarter finns listade i Catalogue of Life.